# Torre Maistra
La Torre Maistra, è un edificio di origine medievale, parte integrante del palazzo Pretorio, già castello, che si affaccia su Piazza Risorgimento, già Piazza Maggiore, a Lendinara, popoloso centro urbano nel Polesine e provincia di Rovigo.
La torre, a tre piani e alta circa 25 m, sorse nella tarda seconda metà del XIV secolo come torre difensiva e di avvistamento, originariamente dotata di merlatura.